# Thymus-Epithelzelle
Thymus-Epithelzellen spielen bei der Selbsttoleranz eine wichtige Rolle. Anders als in allen anderen bekannten Zellen werden in medullären Thymus-Epithelzellen Eiweiße (Proteine) gebildet, die für die Zelle selbst keine Funktion haben. Sie werden vielmehr gebildet, damit sie mit Hilfe von Proteasomen in kurze Spaltstücke zerlegt und dann in den Peptidbindungstaschen von Histokompatibilitätsantigenen (MHC) den im Thymus reifenden T-Lymphozyten präsentiert werden. Entscheidend für die Funktion der Thymus-Epithelzellen ist, dass die Auswahl der gebildeten Proteine nicht gezielt, sondern zufällig geschieht. In einer Thymus-Epithelzelle werden statistisch bis zu 5 % aller menschlichen Proteine gebildet. Mit etwa 100 Thymus-Epithelzellen können also Peptide aller körpereigenen Proteine eines Menschen im Thymus den reifenden T-Lymphozyten präsentiert werden. Dieser Befund unterstützt die These von der zentralen Selbsttoleranz.

## Anatomie und Charakterisierung von Thymus-Epithelzellen
Thymus-Epithelzellen finden sich sowohl im Mark (Medulla) als auch in der Rinde (Cortex) des Thymus. Im Mark bilden sich aus ihnen die Hassall-Körperchen. Die Funktion von Hassall-Körperchen war noch 1991 unbekannt. In den wenigen Artikel in der Literaturdatenbank PUBMED, in denen Hassall-Körperchen erwähnt werden, wird sporadisch eine Rolle bei der T-Zell-Reifung vermutet, über anatomische Studien
hinaus gibt es aber keine Versuche, die Funktion von Hassall-Körperchen zu identifizieren.

## Autoimmun-Regulator: AIRE
AIRE wurde als das Gen entdeckt, das ursächlich für die Auslösung von Autoimmunerkrankungen wie dem jugendlichen polyglandulären Autoimmun-Syndrom (PAS Typ 1), auch als autoimmune-polyendocrinopathy-candidiasis-ectodermal dystrophy (APECED) bezeichnet, verantwortlich ist. Bei dieser Krankheit kommt es zu vielfachen Autoimmunattacken, die sich nicht gegen ein einzelnes körpereigenes Antigen richten, wie in anderen Autoimmunkrankheiten, sondern gegen verschiedene Antigene. Es wird auf dem menschlichen Chromosom 22 codiert. Seine Expression scheint auf medulläre Thymus-Epithelzellen (mTEC) und solche auf dem Übergang von der Rinde zum Mark beschränkt.
Die AIRE-positiven Zellen sind frei von dem Leukozyten-Oberflächenprotein CD45. Andererseits tragen sie einige Proteine, die bei der Interaktion mit und bei der Stimulierung von T-Lymphozyten beteiligt sind: MHC II; CD40, CD80, PD-L1.
Der formale Beweis, dass die Hassall-Körperchen die AIRE-positiven mTEC Zellen enthalten, fehlt.

## Zentrale Toleranz
Im Thymus reifen Vorläuferzellen (Thymozyten) zu T-Lymphozyten. Die wichtigste Eigenschaft, die sie dabei erwerben, ist der klonale Antigenrezeptor, mit dessen Hilfe Zielzellen erkannt werden. Schon seit den Arbeiten von Karl Landsteiner wissen Immunologen, dass sich die Reaktionen des Immunsystems, die von einzelnen Zellen ausgehen, gegen jedes natürliche oder synthetische Antigen richten können. „Jedes Antigen“ schließt auch den eigenen Körper als Ziel ein. Der Schreck der Reaktion eines Immunsystems gegen dessen Träger, Autoimmunität oder Horror autotoxicus wird normalerweise durch die Auslese nicht autoimmuner T-Lymphozyten im Thymus verhindert (negative Selektion). Nur solche dürfen den Thymus verlassen und aktiv werden.
Die selbstreaktiven Thymozyten werden dagegen eliminiert. Der Prozess dieser Eliminierung war lange nicht klar. Vor allem fehlte das Verständnis dafür, wie ein Thymozyt, der z. B. gegen für Nervenzellen charakteristische Peptide gerichtet ist, diese schon im Thymus sehen kann und wegen dieser Erkennung eliminiert werden kann. Wie sollten in Thymuszellen alle möglichen körpereigenen Peptide vorhanden sein, die doch charakteristische Merkmale hochspezialisierter und ausgereifter Zellen darstellen? Durch eine zelltyp-spezifische Proteinbildung schien das nicht möglich.
Mit Hilfe der Krankheiten APS-1 und APECED konnte man feststellen, dass im Thymus Proteine ektopisch, das heißt an falscher Stelle, exprimiert werden.  Neben ektopischer Expression sprechen manche Publikation auch von promisköser Expression. Anders als im übrigen Körpergewebe unterliegt die Expression vieler Proteine im Thymus genau nicht der zelltypischen Kontrolle. Ihre Expression hängt vor allem von AIRE ab.
Welches Protein in welcher mTEC exprimiert wird, erscheint eher zufällig, Die berechnete Wahrscheinlichkeit für die Expression eines bestimmten Proteins in einer bestimmten mTEC ist 0,03 bis 0,05. Oder in einer von 20 bis 35 mTEC Zellen kann man ein bestimmtes Protein exprimiert finden.
Der Befund einer stochastischen Expression eines eher zufälligen Teiles aller menschlichen Proteine in Thymus-Epithelzellen hilft aus diesem Verständnis-Dilemma. Wenn Thymus-Epithelzellen Proteine nur exprimieren, um möglichst viele Peptide in den MHC-Molekülen vorzustellen (zu präsentieren), dann haben die Thymozyten die Chance, alle möglichen Peptide gesehen zu haben, bevor sie den Thymus verlassen. Selbstpeptid erkennende Thymozyten können dann ausgesondert und eliminiert werden.

## Stochastische Regulation der Proteinexpression und die Rolle von AIRE
Für die Expression eines Proteins muss das Gen dieses Proteins aktiviert werden, damit die RNA-Polymerase vom aktivierten Gen die RNA ablesen kann. Diese Aktivierung erfolgt üblicherweise durch Bindung von Transkriptionsfaktoren an den Promotor des Genes. Weitere DNA-bindende Proteine werden in den Aktivierungskomplex eingelagert und die Histone im Promotor so verändert (Acetylierung, Methylierung oder Demethylierung), dass die Polymerase aufspringen und das Gen transkribieren kann.
Die Genexpression, die durch AIRE vermittelt wird, ist genau nicht genspezifisch, sondern unspezifisch und stochastisch. Unter dem Einfluss von AIRE werden im Thymus zahlreiche (möglicherweise alle) Proteine exprimiert, durch die Zellen außerhalb des Thymus charakterisiert werden: beispielsweise Insulin- und andere hormonbildende Zellen, Zellen des Gehirns oder der Haut, Leberzellen Muskelzellen und viele andere. Ohne AIRE bleibt die Expression dieser peripheren Gewebsantigene (peripheral tissue antigens: PTA) aus, was dann zu Autoimmunerkrankungen führt. Die Proteine, die mit AIRE wechselwirken, fallen in vier Kategorien: Kerntransport, Chromatin-Bindung und -Struktur, Transkription oder Prozessieren der heteronukleären RNA in Messenger-RNA.
Über die Beeinflussung von Chromatin-Bindung und -Struktur könnte AIRE mit Hilfe epigenetischer Mechanismen eine stochastische Aktivierung vieler Gene auslösen; wenn es z. B. die Promotor-Aktivierung durch genspezifische Transkriptionsfaktoren ersetzt. Es könnte durch Beeinflussung des Chromatinzustandes das Aufspringen der RNA-Polymerase unspezifisch anregen, so dass nicht eine bestimmte, sondern viele unterschiedliche RNA abgelesen (transkribiert) und in Protein umgeschrieben (translatiert) werden. Dadurch wird eine zelltyp-unspezifische Genexpression erreicht. Je Thymusepithelzelle werden bis zu 5 % aller Proteine exprimiert (also etwa 1000 bis 1500 verschiedene). Die exprimierten Proteine unterscheiden sich von Zelle zu Zelle. In 100 Zellen ist dann rein rechnerisch das Proteinrepertoire fünfmal vorhanden, ausreichend um davon auszugehen, dass alle Proteine exprimiert werden und anschließend als Peptide präsentiert werden können.